# Rose O'Salem Town
Rose O'Salem Town (também Rose O’Salem-Town) é um filme mudo norte-americano de 1910 em curta-metragem, do gênero drama, dirigido por D. W. Griffith.
A produção foi filmada em Nova Jérsei.